# Eragrostis annulata
Eragrostis annulata là một loài thực vật có hoa trong họ Hòa thảo. Loài này được Rendle ex Scott-Elliot mô tả khoa học đầu tiên năm 1891.